# El Atascoso
El Atascoso är en ort i Mexiko.   Den ligger i kommunen Tacámbaro och delstaten Michoacán de Ocampo, i den södra delen av landet, 250 km väster om huvudstaden Mexico City. El Atascoso ligger 2 096 meter över havet och antalet invånare är 121.
Terrängen runt El Atascoso är lite bergig. Runt El Atascoso är det ganska tätbefolkat, med 80 invånare per kvadratkilometer. Närmaste större samhälle är Tacámbaro de Codallos, 6,1 km söder om El Atascoso. I omgivningarna runt El Atascoso växer huvudsakligen savannskog.